# Arturo Carrari
Arturo Carrari (Módena, 1867- 1935) fue un director y productor cinematográfico italiano. 
Fue uno de los pioneros del cine mudo de Brasil.

## Biografía
En el año 1911 Carrari emigra a la ciudad de San Pablo, Brasil y muy pronto forma parte de los pioneros de la producción cinematográfica con otros inmigrantes recientes, como Guelfo Andalo, Gilberto Rossi, Achille Tartari, Francesco Madrigano, Nino Ponti, Nicola Tartaglione y el productor y actor Vittorio Capellaro En 1919 Carrari se asocia con Gilberto Rossi. 
Juntos realizan O crime de Cravinhos (El crimen de Cravinhos) un film tradicional basado en hechos reales. El crimen en cuestión involucra a personas importantes y del mundo político. El día del estreno del film la policía invade la sala y lo secuestra. Carrari y Rossi se presentan ante la Justicia y pueden recuperarlo. Gracias a este escándalo el film resultó un éxito, incluso financieramente.
En 1923 realiza Os Milagres de Nossa Senhora da Penha conocida como 'A Virgem da Penha e seus Milagres (La Virgen de la Peña y sus milagros), con Nina Carrari e Olga Navarro.
Arturo Carrari fundó por otra parte una escuela cinematográfica, la "Escola de Artes Cinematográficas Azzurri", en San Paolo.
Su hijo, José, fue también un productor y director de cine.

## Filmografía

### Director y productor
- 1916, Os Milagres de Nossa Senhora da Aparecida
- 1920, 24 Horas na Vida de Uma Mulher Elegante
- 1920, O Crime de Cravinhos
- 1921, Um Crime no Parque Paulista
- 1922, Amor de Filha
- 1922, O Furto dos 500 Milhões de Réis
- 1923, Os Milagres de Nossa Senhora da Penha
- 1925, Manhãs de Sol
- 1927, Amor de Mãe
- 1932, Anchieta Entre o Amor e a Religião

### Actor
- 1924, O trem da morte, de José de Picchia